# Abou Fadak al-Muhammadawi
Abou Fadak Al-Muhammadawi de son vrai nom Abdulaziz Al-Mullah Majirish Al-Muhammadawi (arabe:عبد العزيز الملا مجيرش المحمداوي) et surnommé « Al-Khal », né le 20 janvier 1968 est le chef d'état-major des Forces de mobilisation populaire et l'un de ses dirigeants éminents. Il est membre des Kataeb Hezbollah en Irak et son secrétaire général depuis 2020 et membre du Conseil de la Choura. 
Il est le principal responsable de la création des unités d'opérations spéciales en Irak. Il a rejoint les Brigades du Hezbollah en 1997 et a commencé à mener des opérations contre le gouvernement de Saddam Hussein. Il a participé à de nombreuses batailles dans la guerre contre le groupe terroriste Daech, notamment : Les opérations de libération d'Amerli, la Bataille de Falloujah, et d'autres. Les États-Unis l'ont accusé d'avoir mené de nombreuses attaques contre leurs forces en Irak. Les États-Unis l'ont classé comme terroriste à la mi-janvier 2020.